# 圆腺带形吸虫
圆腺带形吸虫（学名：Corrigia globigenitalis）为双腔科带形属的动物。在中国大陆，分布于福州等地，营寄生生活。该物种的模式产地在福州。